# روكساني ميسكيدا
روكساني ميسكيدا (بالفرنسية: Roxane Mesquida)‏ وهي ممثلة وعارضة أزياء فرنسية ولدت في يوم 1 اكتوبر 1981 في مدينة مرسيلية في فرنسا وحالياً تقيم في لوس أنجلوس في الولايات المتحدة، مثلت في مسلسل فتاة النميمة في 2012.

## روابط خارجية
- روكساني ميسكيدا على موقع IMDb (الإنجليزية)
- روكساني ميسكيدا على موقع ألو سيني (الفرنسية)
- روكساني ميسكيدا على موقع أول موفي (الإنجليزية)
- روكساني ميسكيدا على موقع قاعدة بيانات الفيلم (الإنجليزية)
- روكساني ميسكيدا على موقع كينوبويسك (الروسية)